# Sifnijska zakladnica
Sifnijska zakladnica je bila stavba v starogrškem kultnem središču Delfi v Grčiji, ki so jo postavili za daritve polisa ali mestne države Sifnos. To je bila ena od številnih zakladnic ob procesijski poti (sveti cesti) skozi Delfe, postavljena za zmago zaradi naklonjenosti bogov in je povečala ugled darovalcev polisa. To je tudi ena zgodnejših ohranjenih zgradb te vrste, vendar o datumu nastanka še razpravljajo, verjetno pa bi jo lahko uvrstili med 530 in 480 pred našim štetjem. Do pred kratkim je bila pogosto zamenjana ali združena s sosednjo knidsko zakladnico, ki je podobna, a manj razkošna stavba. Ostanki obeh so pomešani in starejše teoretične rekonstrukcije uporabljajo dele obeh.
Prebivalci Sifnosa so imeli ogromno bogastvo zaradi svojega srebra in rudnikov zlata (Herodot III.57) in so ga uporabili za postavitev zakladnice, prve verske strukture, v celoti narejene iz marmorja. Zgradbo so uporabljali za shranjevanje razkošnih daril, danih duhovnikom, ki so jih darovali Apolonu med drugimi bogovi in boginjami. Darovi so bili zlati in srebrni votivni predmeti.
Zakladnica je v stoletjih postala ruševina. Kipi in rekonstrukcija so zdaj v Arheološkem muzeju v Delfih.

## Datiranje gradnje
Edini klasični vir za zagotavljanje informacij za to je Herodot (3: 57–8). V svojem opisu Herodot navaja, da so prebivalci Sifnosa pred kratkim zgradili tempelj v Delfih, ko je skupina s Samosa prišla prosit za pomoč proti tiranu Polikratu. V zvezi s tem Herodot in Tukidid navajata, da je Polikrat vladal med vladavino perzijskega kralja Kambiza, ki je vladal od okoli 529 do 522.

## Načrt in okrasje
Stavba zakladnice je bila sestavljena iz dveh delov: pronaosa ali portika ter cele. Pri portiku se stranske stene razširijo na sprednji strani verande, pediment je podprt z dvema kariatidama namesto z gladkimi pilastri. V spodnjem delu pedimenta teče neprekinjen friz. Zgradba je 8,2756 metra dolga in 6,096 široka.
Pediment iz zakladnice prikazuje zgodbo Herakleja, ki krade Apolonov trinožnik, ki je bil močno povezan z njegovim preroškim navdihom. Zakladnica je bila tudi ena prvih grških zgradb, ki izkorišča ležeče in pokončne kipe, da zapolni kotičke pedimenta. Kiparski friz, ki teče okoli stavbe, prikazuje različne prizore iz grške mitologije. Južna stran prikazuje prizore, ki podpirajo vzhodno stran, kjer so bogovi sedeli in gledali Grke, kako napadajo mesto Trojo. Zahodna stran prikazuje zgodbo Parisove sodbe, tri skupine voz (pripadajo Ateni, Afroditi in Heri). Severna stran prikazuje gigantomahijo.
Nekateri mislijo, da je bila zakladnica zgrajena okoli leta 530 pred našim štetjem , po enem viru je datum gradnje verjetno po 480 pred našim štetjem (Whitley).

### Fasada
Na pročelju templja kot jonske sifnijske zakladnice sta dve kori (dekleti) namesto stebrov med pilastri, ki lepo podpirata jonski arhitrav. Ta vrsta razkošnega okrasja z ženskim kipom, polnim gibanja in plastičnosti, namesto običajnih abstraktnih arhitekturnih oblik templjev nakazuje redko lepoto kariatid, postavljenih pozneje na Erehtejonu na Atenski akropoli.

### Vzhodni pediment
To je edini ohranjeni pediment in upodablja slavno delfsko temo. V središču pedimenta je Zevs (drugi viri trdijo, da je Atena ali Hermes), na levem Apolon in na desni Heraklej. Dva mlada bogova tekmujeta za delfski trinožnik in Zevs na sredi ju poskuša ločiti. Skulptura prikazuje jeznega Herakleja, ker mu Pitija ni hotela prerokovati, ker ni bil oproščen umora Ifita. Ogorčenemu Herakleju je že uspelo vzeti sveti trinožnik, a Apolon ga poskuša potegniti stran.

### Vzhodni friz
Na vzhodni strani pedimenta je prizor zbora bogov v trojanski vojni, ko so razpravljali o njej z živahnimi kretnjami pri utemeljevanju. Na desni strani je Atena kot voditeljica bogov na strani Grkov. Na levi so bogovi, ki ščitijo in branijo Trojance: Apolon, Ares, Afrodita in Artemida. V sredini je Zevs na razkošnem prestolu. V drugem delu pedimenta je prizor iz trojanske vojne: dvoboj nad truplom bojevnika, ko dva nasprotnika obdajata junake Ahajcev na desni strani in Trojance na levi. Kip starega Nestorja spodbuja Grke, naj bodo pogumni v bitki, ki jim bo prinesla zmago in čast.

### Severni friz
Tema na severnem frizu je bitka Gigantov (gigantomahija), in sicer bitka sinov Zemlje, Gigantov, z olimpskimi bogovi. To je zelo razširjen mit o nasprotju med starim in novim svetovnim redom, ki je zelo pogosto upodobljen v antični grški umetnosti. Simbolizira zmagoslavje reda in civilizacije nad divjaštvom, barbarstvom in anarhijo. Na eni strani so Giganti, opremljeni s čeladami, oklepi in ščitniki na nogah, ki napadajo bogove z desne s sulicami, meči in kamni. Na nasprotni strani so bogovi. Najprej Hefajst, ki izstopa s svojim kratkim hitonom in stoji pred svojimi rdečimi vročimi mehovi. Nato so Demetra, Heraklej, ki nosi levjo kožo, in Temida na svojem vozu, ki ga vlečejo levi. Par bogov, ki streljata svoje puščice proti Gigantom, sta verjetno Artemida in Apolon. So še drugi bogovi, a kipi niso ohranjeni v dobrem stanju.
To stran friza bi bilo mogoče razbrati s svete ceste, ko so se romarji vzpenjali proti preročišču. Na ta način so imeli priložnost občudovati prizorišče gigantomahije, ki z umetniškimi reliefi celotno pripoved prikazuje na več ravneh in kljub vsemu ohranja svojo prepoznavnost, doslednost in figurativnost.

### Zahodni friz
Na žalost je ohranjenih le nekaj kipov. Prikazana je Parisova sodba pri izbiri najlepše boginje med Afrodito, Hero in Ateno. Prva boginja je Atena, ki stoji ponosna na krilatem vozu s Hermesom kot voznikom bojnega voza. Drugo vidimo Afrodito, ki se spušča s svojega voza s posebno milino, veseljem in eleganco zmagovalke. Na delu friza, ki je izgubljen, si lahko zamislimo Hero, ki jezno stopa v svojo kočijo, ker je bila zavrnjena.

### Južni friz
Pomembni deli južnega friza manjkajo, tako da si lahko le predstavljamo, kaj je bilo, verjetno priljubljena tema ugrabitve ženske. Ohranjeni fragmenti so relief, dobro izdelani konji, upodobljeni s polno energije, ki dokazujejo mojstrstvo umetnika.
Mnenja raziskovalcev in znanstvenikov, ki so proučevali friz, niso enotna o tem, kdo so bili obrtniki. Sprva je veljalo prepričanje, da je bilo to delo dveh različnih umetniških delavnic.  Najverjetnejše je, da sta bila dva glavna kiparja, s katerima sta delali dve skupini obrtnikov. Umetnik severne in vzhodne strani friza se zdi naprednejši, upodobitve so bolj domiselne in živahne. V nasprotju s tem je umetnik južne in zahodne strani friza vztrajal pri bolj konservativnih možnostih brez drznega navdiha in izdelave prvega, vendar z močjo slikarjevega značaja in jonskim koloritom.

## Preročišče
... Ko bo zbor Pritanidov svetil belo na otoku Sifnos, bo sivolas ves forum – potem bo potrebna modrost pravega vidca, saj bo grožnja z lesene ladje in glasnik v škrlatu ...— Preročišče